# اوله داویدوف
اوله داویدوف (اوکراینی: Давыдов Олег Олегович؛ زادهٔ ۲۹ مارس ۱۹۸۲) بازیکن فوتبال اهل اوکراین است.